# Tadeusz Brzozowski
Tadeusz Brzozowski (Lviv, 1918. november 1. – Róma, 1987. április 13.) lengyel festő, tanár.

## Élete
A festészettel kapcsolatos tanulmányait 1936 és 1939 között, majd 1945-től a Krakkói Képzőművészeti Akadémián folytatta. Lengyelország második világháborús megszállása idején a Krakkói Állami Művészeti és Iparművészeti Iskolában tanult Fryderyk Pautsch vezetésével. 1946-ban szerzett oklevelet. 1954 és 1959 között festő- és rajzprofesszor, 1959-től 1961-ig az Állami Művészeti Szakközépiskola igazgatója. 1962-től a poznańi Művészeti Egyetem professzora. Tagja volt a krakkói csoportnak. 1954-től Zakopanéban élt. A felesége Barbara Gawdzik-Brzozowska (1927–2010), két fiuk született: Wawrzyniec (fordító és művészettörténész) és Joachim (terapeuta).

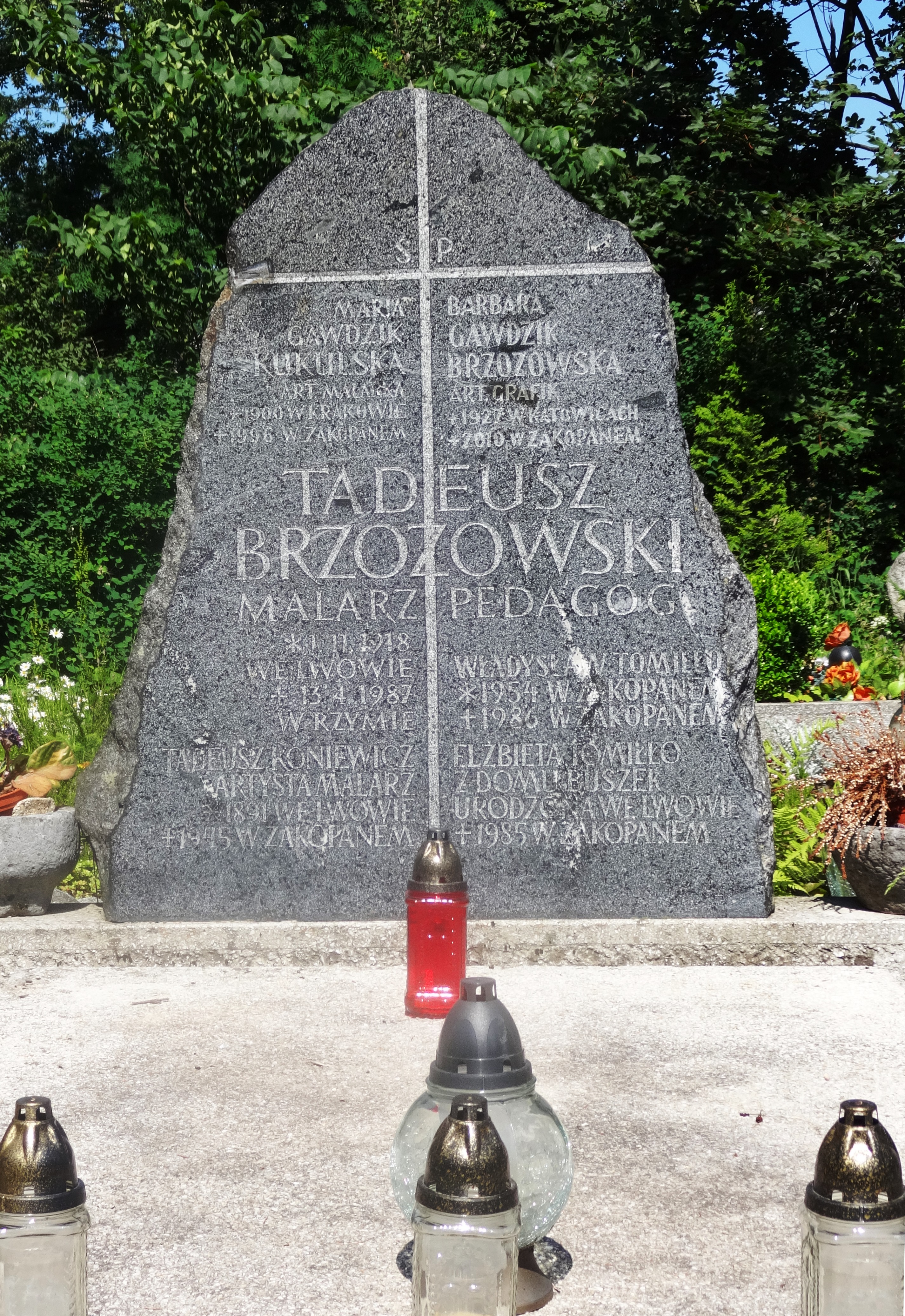
Sírja Zakopane új temetőjében

Brzozowski monumentális műalkotásokat is készített. Az 1950-es években feleségével, Barbara Gawdzik-Brzozowskával együttműködve színes falfestményeket festett Imielno és Mogilany falvak templomaiban. A festői munkásságán kívül gobelineket tervezett, a  szcenográfiával is foglalkozott. 
Zakopane új temetőjében (M2-A-32 tér) temették el, később a városban utcát neveztek el róla.

## Fordítás
- Ez a szócikk részben vagy egészben  a   Tadeusz Brzozowski (malarz) című lengyel Wikipédia-szócikk ezen változatának fordításán alapul.  Az eredeti cikk szerkesztőit annak laptörténete sorolja fel. Ez a jelzés csupán a megfogalmazás eredetét és a szerzői jogokat jelzi, nem szolgál a cikkben szereplő információk forrásmegjelöléseként.